# Eupelmus crawfordi
Eupelmus crawfordi är en stekelart som beskrevs av Girault 1915. Eupelmus crawfordi ingår i släktet Eupelmus och familjen hoppglanssteklar. Inga underarter finns listade i Catalogue of Life.